# London Buses
London Buses es la subsidiaria de Transport for London (TfL) que administra los servicios de autobuses dentro del Gran Londres, en el Reino Unido. La mayoría de los servicios son provistos por operadores del sector privado, a pesar de que esto no se nota entre los pasajeros, debido a que todos los autobuses son de color rojo y poseen la misma tarifa.

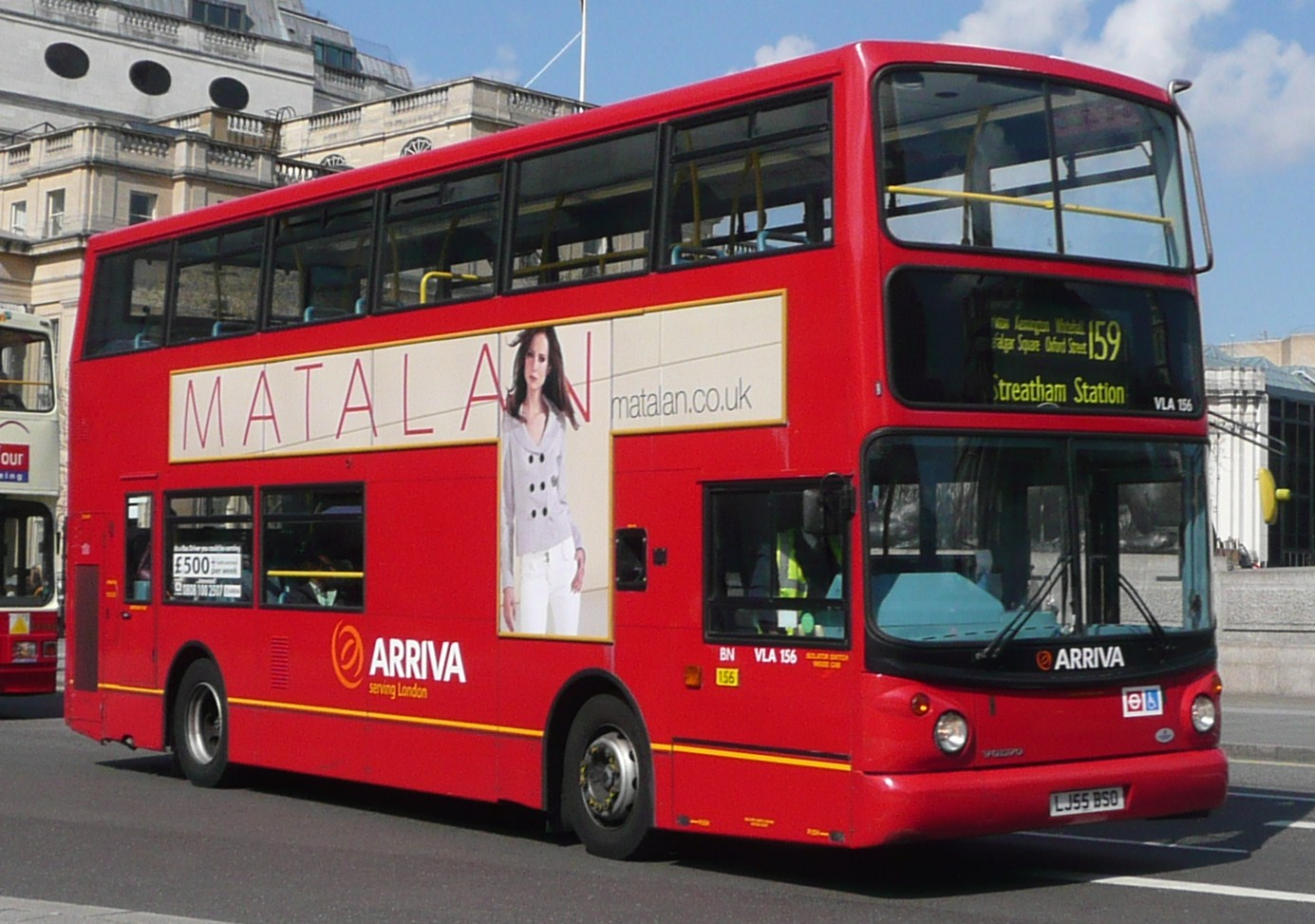
Autobús operado por London Buses.

Señal de una parada.

## Operaciones
Las áreas clave de Transport for London de directa responsabilidad a través de London Buses son: planificar rutas de autobuses, especificar los niveles de servicio, monitorear la calidad del servicio, administrar las estaciones y paradas de autobuses y otros servicios de ayuda, proveer información a los pasajeros en las tablas de horarios y mapas en las paradas, y producir mapas desplegables, disponibles en los Centros de Información de Viajes, también para descargar de Internet.
Los actuales servicios de autobuses son operados por un número de compañías operadoras que trabajan mediante contrato con London Buses. A pesar de que la mayoría de estas organizaciones son del sector privado, una compañía, East Thames Buses, es propiedad en la actualidad de Transport for London.

## Publicaciones
London Buses publica una variedad de mapas de autobuses. Algunos son mapas tradicionales de las calles de Londres marcadas con los números de los autobuses. En 2002, TfL introdujo los primeros mapas «araña». Estos mapas están centrados en una localidad en particular o estación de autobuses, y presentan la información en el estilo del clásico Mapa del Metro de Londres, diseñado por Harry Beck. Estos mapas están desplegados en la mayoría de las paradas de autobús, y pueden ser descargadas en formato PDF desde el sitio web de TfL.

## Estatus legal
La identidad legal de London Buses es en realidad London Bus Services Limited (LBSL), una subsidiaria poseída completamente por Transport for London. East Thames Buses es el nombre de otra subsidiaria poseída enteramente por TfL llamada London Buses Limited (LBL).
LBL fue creada en 1984 durante el proceso de privatización de los servicios de autobuses de Londres, y actuó como una subsidiaria de London Regional Transport (LRT), predecesora de TfL. LBL actuó como compañía sostenedora de LRT, con lo cual sostenía diez unidades operativas de autobuses. Dichas unidades fueron vendidas en 1994/1995, y sus compradores tomaron la mayoría de las compañías que forman la actual London Buses (LBSL).
Después de 1994/1995, la compañía LBL desapareció, pasando de LRT a TfL. Resurgió como una parte de East Thames Buses.

## Envergadura
La red local de autobuses en Londres es una de las más grandes y extensas del mundo. Cerca de 6800 autobuses operan en cerca de 700 rutas distintas. En un año esta red transporta cerca de 1500 millones de pasajeros.

## Tarifas y concesiones

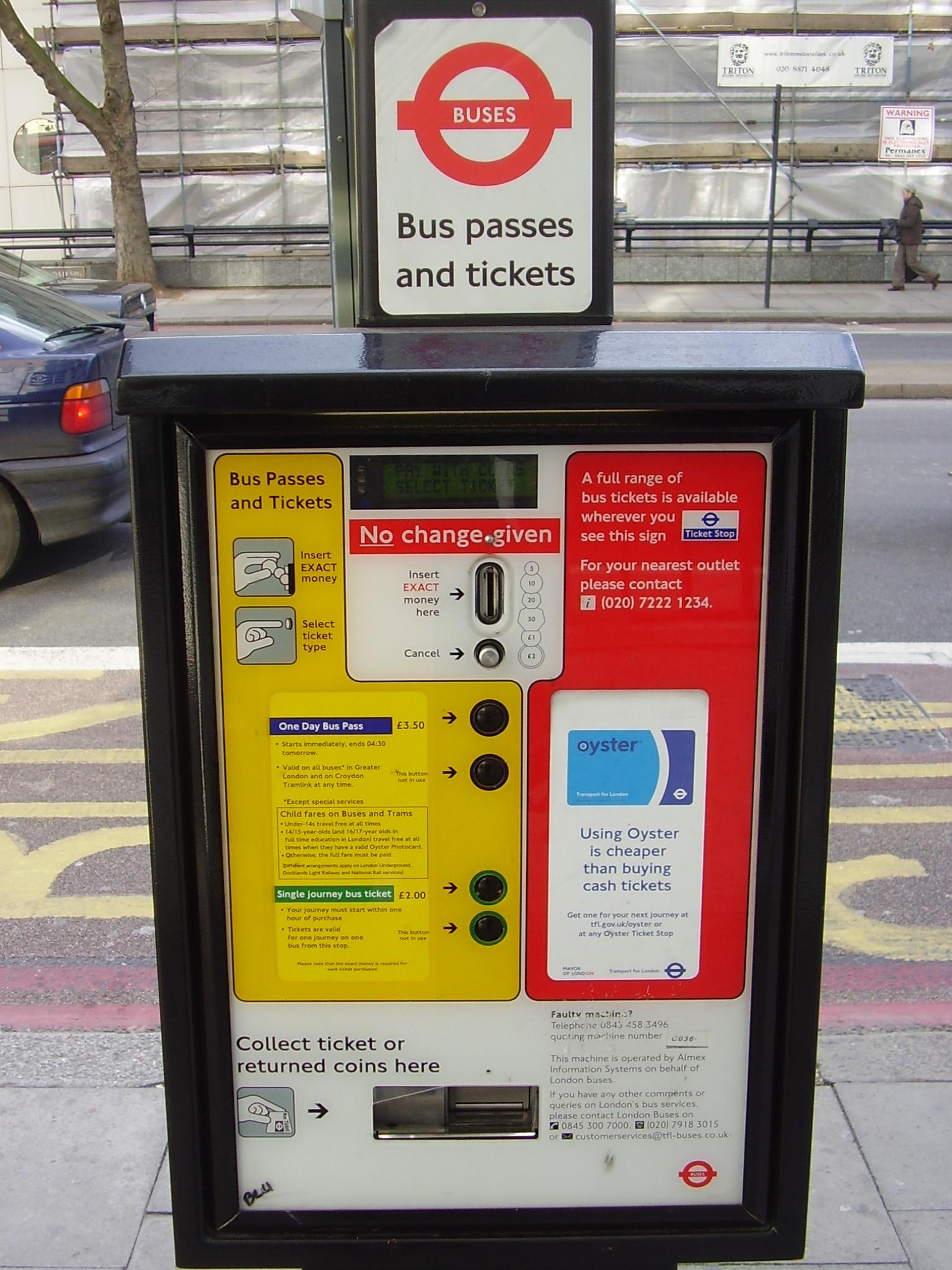
Máquina expendedora de boletos para los autobuses de Londres.

Los autobuses de la red de London Buses aceptan tanto las Travelcards como las Oyster cards, así como también dinero en efectivo. Las tarifas con pago en efectivo se calculan en relación con la longitud del recorrido, pero actualmente se calculan como tarifas únicas para cualquier longitud o viaje. Desde 2000, la tarifa única era más alta para los viajes en la zona 1 que en otras zonas, a pesar de que en 2004 esta diferencia se eliminó, y el cambio coincidió con la introducción de tarifas únicas para la Oyster card, las cuales son más bajas que las tarifas en efectivo.
Todos los niños menores de once años viajan gratis y existe una tarifa rebajada para los menores de dieciocho años. Los alumnos de escuelas que posean una Oyster card con fotografía, poseen tarifa liberada. Para los estudiantes mayores de dieciocho años se aplica un 30% de descuento. Los Freedom Pass permiten viajar gratis a los mayores de sesenta años desde las 9:00 a. m. y todo el día los fines de semana, y aquellos que poseen discapacidad viajan gratis a cualquier hora y día. Estos Freedom Pass también pueden ser usados en otros sistemas de transporte en Londres.
En algunas rutas de autobuses (como la W7), los pasajeros que deseen pagar tarifa en efectivo deben pre-pagar el boleto antes de abordar. Dado esto, todas las paradas de autobús en estas rutas están equipadas con máquinas expendedoras de boletos las cuales venden boletos individuales y pases diarios. Los números de estas rutas están marcadas en amarillo en la señalética de la parada con la leyenda «Buy tickets before boarding» («Compre boletos antes de abordar»), debido a que los choferes no venden boletos, y porque los pasajeros pueden abordar por cualquier puerta.

## Operadores actuales
Las compañías que operan autobuses bajo contrato de London Buses son: Arriva London, Arriva Shires & Essex, Arriva Southern Counties, Blue Triangle, CT Plus, Docklands Buses, Ealing Community Transport, East London, East Thames Buses, First London, London Central, London General, Metroline, NCP-Challenger, Quality Line, Selkent, Sullivan Buses, Transdev London, Travel London.

## Vehículos
Los diferentes operadores de autobuses que proveen servicios bajo contrato a London Buses operan una amplia variedad de vehículos, pero todos ellos con el mismo color rojo en su carrocería. Sin embargo, London Buses mantiene un celoso control de la edad y especificaciones de los vehículos. Un ejemplo de esto es el uso de puertas de salida separadas.
Por lo general, los autobuses dados de baja en Londres son reutilizados en otras ciudades del país por los mismos operadores.

## iBus

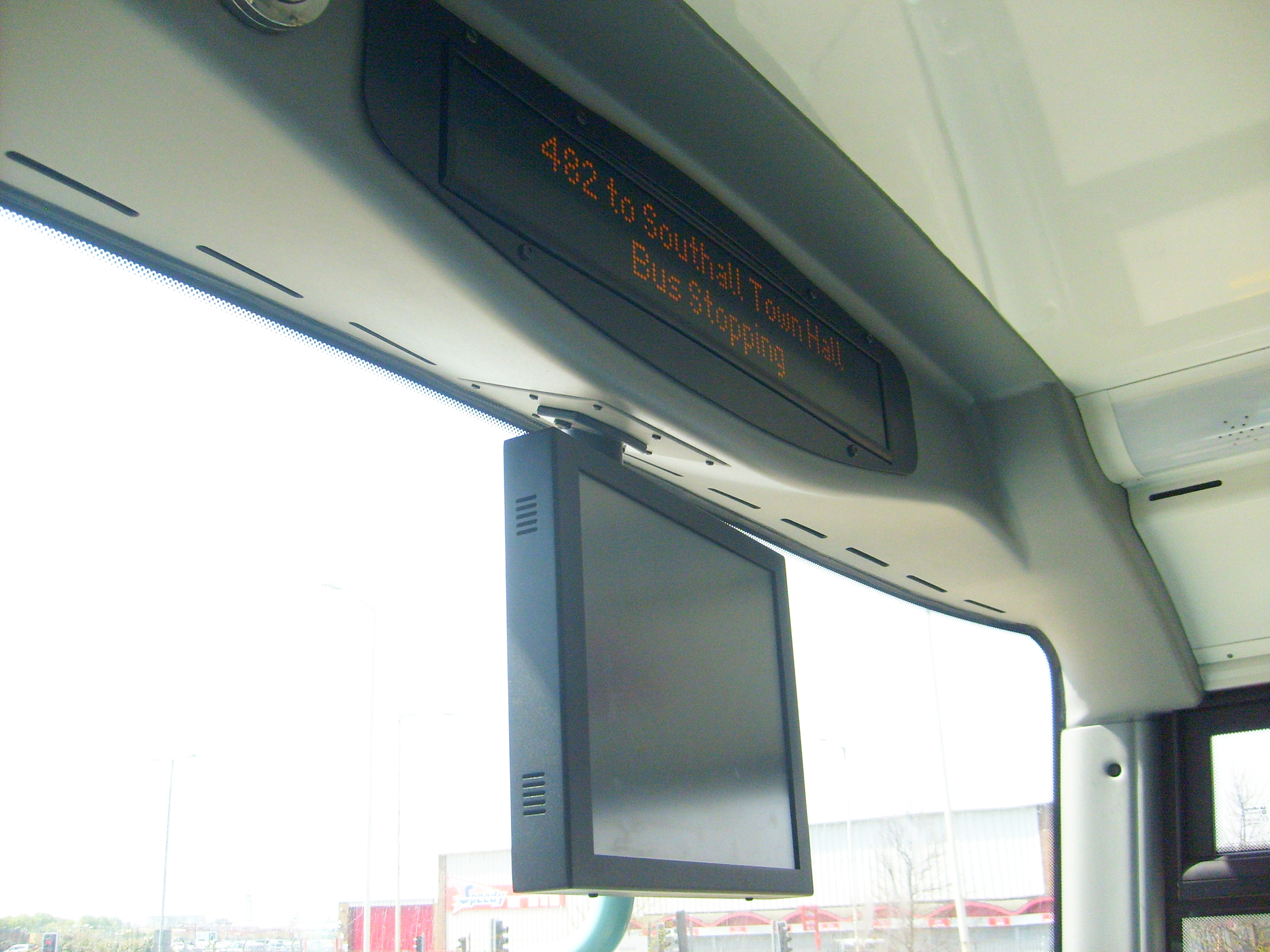
Pantalla de iBus en un autobús Scania OmniCity en la ruta 482.

iBus en un plan de localización automática de vehículos que busca mejorar los autobuses de Londres usando tecnología. El sistema es utilizado en todos los autobuses. Esta información puede ser usada para ayudar a los pasajeros al mejorar la información respecto de la llegada de autobuses.
El actual sistema de localización utiliza sensores de microondas que están localizados a un costado del camino (y en los buses). Estos sensores poseen una pequeña batería, y cuando un autobús pasa, el sensor indica de su posición, y el autobús envía esta información al servidor central.
El sistema iBus apunta a mejorar el servicio proveyendo mejor información respecto de la ubicación de los buses usando el sistema de sensores. Estos utilizan una serie de sensores:
- GPS
- Odómetros, los cuales miden la distancia recorrida
- Un giroscopio, el cual entrega la dirección del autobús.

Toda la información es proporcionada a un servidor central, el cual administra la información a los sistemas de monitoreo.